# Victor Rudolf Ott
Victor Rudolf Ott (* 24. Mai 1914 in Stuttgart; † 1986, Zürich) war ein deutsch-schweizerischer Rheumatologe, nach dem unter anderem das Ott-Zeichen benannt wurde.

## Leben
Nach dem Abitur 1933 in Stuttgart begann er ein philologisch-historisches Studium in Tübingen. Da sein Vater ein aus Zürich stammender Professor der Romanischen Sprachen und Literaturen an der Königlichen Technischen Hochschule zu Stuttgart war, beantragte Ott auch die Schweizer Staatsbürgerschaft. Er studierte von 1934 bis 1939 in Basel und Zürich. Nach dem Abschluss arbeitete er in verschiedenen Disziplinen, bevor er eine mehrjährige Tätigkeit bei von Neergard am Universitätsinstitut für physikalische Therapie in Zürich ausübte. Dort habilitierte er sich 1947 mit Untersuchungen über das finnische Saunabad. 1955 erhielt er einen Ruf auf den Lehrstuhl für Physikalische Medizin und Balneologie der Universität Gießen, den er bis zu seiner Emeritierung 1978 leitete. 1980 kehrte er mit seiner Frau Edith Ott nach Zürich zurück, wo er 1986 verstarb.
Er war Präsident der Deutschen Gesellschaft für Rheumatologie, der Deutschen Gesellschaft für Physikalische Medizin und Rehabilitation, der Schweizerischen Gesellschaft für Physikalische Medizin und Rheumatologie, der International Society of Medical Hydrology, außerdem langjähriges ordentliches Mitglied der Arzneimittelkommission der deutschen Ärzteschaft, federführendes Kommissionsmitglied am Institut für medizinische und pharmazeutische Prüfungsfragen in Mainz und Dekan der Universität Gießen.

## Werk
Ott war in der physikalischen Medizin, Balneologie und insbesondere der Rheumatologie tätig, wobei er vielfach fachübergreifend forschte.
Er beschäftigte sich mit rheumatischen Wirbelsäulenkrankheiten, insbesondere der ankylosierenden Spondylitis und der Spondylosis hyperostotica, denen er diese Namen gab und mit denen er sich intensiv beschäftigte. Daneben forschte er zu weiteren rheumatologischen Krankheitsbildern wie der rheumatoiden Arthritis und der Arthrose. Er engagierte sich dabei auch in Nomenklatur- und Klassifikationsfragen.

## Bibliografie
- Die Sauna. Schwabe, Basel 1948.
- mit H. Wurm: Spondylitis ankylopoetica (Morbus Strümpell-Marie-Bechterew). 2. Auflage. Steinkopff, Darmstadt 1957.
- Physikalische Medizin und Balneologie im ärztlichen Studium (= Nachrichten der Giessener Hochschulgesellschaft. Band 27). Wilhelm Schmitz, Giessen 1958, S. 86–91.

als Herausgeber:
- Stoffwechsel und degenerativer Rheumatismus. Steinkopff, Darmstadt (1965)
- (mit K. L. Schmidt): Die Behandlung der rheumatoiden Arthritis mit D-Penicillamin. Steinkopff, Darmstadt (1974)
- Spondylosis hyperostotica. Enke, Stuttgart (1982)

## Vorträge
In seiner Tätigkeit hat Ott diverse Vorträge gehalten und an Diskussionen teilgenommen. Von den folgenden sind Tonaufnahmen verfügbar:
- Moderne Rehabilitation Im Schwefelbad[1]
- Fortbildungskurs Balneologie, 1986[2]
- Histoire de la spondylosis[3]
- Discussion Spondylosis[4]